# Are We All We Are
Are We All We Are (englisch für „Sind wir alle wer wir sind“) ist ein Lied der US-amerikanischen Popsängerin Pink aus dem Jahr 2012.

## Entstehung und Veröffentlichung
Das Lied wurde von der Interpretin Alecia Moore selbst, zusammen mit den Koautoren Emile Haynie, John Hill und Butch Walker geschrieben beziehungsweise komponiert. Die drei Koautoren zeichneten zudem auch für die Produktion verantwortlich.
Die Erstveröffentlichung von Are We All We Are erfolgte am 14. September 2012 bei RCA Records, als Teil von Pinks sechsten Studioalbum The Truth About Love (Katalognummer: 88725470612). Am 31. Oktober 2013 erschien das Lied zunächst als Airplay, bevor es am 11. November 2013 als Promo-Single erschien.

## Chartplatzierungen
| ChartsChartplatzierungen | Höchstplatzierung | Wochen |
| ------------------------ | ----------------- | ------ |
| Deutschland (GfK)        | 82 (1 Wo.)        | 1      |